# NDMP
NDMP, o Protocolo de gestión de datos de red (del inglés Network Data Management Protocol), es un protocolo abierto creado por las compañías NetApp y Legato (hoy EMC) que permite realizar copias de seguridad en entornos heterogéneos en los que existen dispositivos de almacenamiento integrados.
Hoy en día el software de copias de seguridad de mayor renombre y uso soportan este protocolo. Es posible ver una lista de software compatible en la página oficial del proyecto NDMP.